# 婚姻與家庭期刊
《婚姻與家庭期刊》（Journal of Marriage and Family）是一份1939年起出版的美國家庭研究（Family studies）學術期刊，由美國家庭關係全國會議（National Council on Family Relations）發行、Wiley-Blackwell出版，現任主編是北卡羅來納大學格林斯伯勒分校人類發展與家庭研究教授大衛·狄莫（David H. Demo）。
根據《期刊引證報告》數據顯示，《婚姻與家庭期刊》2011年時的影響因子是2.208，在38份家庭研究期刊中排名第5、在137份社會學期刊中排名第10。

## 外部連結
- 《婚姻與家庭期刊》在出版社官網的介紹 （页面存档备份，存于） （英文）